# Death Alley
Death Alley war eine niederländische Punk- und Rock-Band aus Amsterdam, die 2013 gegründet wurde und sich 2019 auflöste.

## Geschichte
Die Band wurde im Jahr 2013 gegründet. Im folgenden Jahr war die Gruppe unter anderem auf dem Roadburn Festival vertreten. Im Mai 2015 erschien das Debütalbum Black Magick Boogieland bei Tee Pee Records, woraufhin Auftritte in Europa folgten. 2016 nahm die Band am Hellfest teil und im April 2016 spielte sie erneut auf dem Roadburn Festival, woraus das Live-Album Live at Roadburn entstand, das 2017 bei Tee Pee Records und Suburban Records erschien. 2017 ging es zusammen mit Mantar und Kadavar auf Europatournee. Im selben Jahr ersetzte Death Valley zudem die Band Asteroid auf dem Freak Valley Festival. 2018 nahm die Gruppe unter anderem am FortaRock Festival und den Metaldays teil. Nachdem das nächste Studioalbum im selben Jahr unter dem Namen Superbia bei Century Media veröffentlicht worden war, löste sich die Gruppe nach ihrem letzten Auftritt am 3. Januar 2019 auf.

## Stil
Wolfgang Liu Kuhn vom Rock Hard schrieb in seiner Rezension zu Black Magick Boogieland, dass der Albumtitel zwar an The Devil’s Blood erinnert, jedoch gehe man musikalisch eher in Richtung Space Age Playboys von Warrior Soul. Insgesamt biete das Album eine Mischung aus Punk und Thrash Metal, erst gegen Ende nähere sich man dem Psychedelic Rock und ganz leicht The Devil’s Blood an. In einer späteren Ausgabe rezensierte er Superbia und stellte fest, dass das Album "besseres Songwriting" sowie eine "konsistentere Atmosphäre" und "durchdachtere Hits" vorweise. Die Gruppe entwickele sich immer mehr zu einer böseren Version von Warrior Soul. Insgesamt bezeichnete er die Musik als Death Punk. Im Interview mit Mandy Malon in derselben Ausgabe gab Oeds Beydals an, dass die Band musikalisch von ihrer Umgebung beeinflusst wird, weshalb das Album an verschiedenen Orten wie Urk, New York City, Amsterdam, Berlin, Korsika, Sardinien und Den Haag geschrieben worden sei. Frank Thießies vom Metal Hammer rezensierte das Album ebenfalls und stellte fest, dass die Band hierauf sich "noch breiter als die übliche Retro-Konkurrenz aufstellt". Motörhead-Einflüsse des Vorgängers seien nun weniger vertreten. Zu hören gebe es eine gelegentlich progressive Mischung aus Proto-Metal und -Punk, Psychedelic Rock und Dark Rock. Die Songs würden "an den richtigen Stellen pastoral-hymnisch oder mit angepisster Attitüde dargeboten". Wolfram Hanke vom Ox-Fanzine stellte fest, dass die Band auf dem Album dunkler als Led Zeppelin klingt, wobei er die Musik insgesamt als "psychedelischen, punkigen Proto-Metal" zusammfasste, in dem Einflüsse von Hawkwind, The Stooges, Poison Idea, Blue Öyster Cult, MC5 und Motörhead hörbar seien.

## Diskografie
- 2013: Peter Pan Speedrock VS Death Alley (Split mit Peter Pan Speedrock, Suburban Records)
- 2013: Over Under / Dead Man's Bones (Single, Ván Records)
- 2015: The Flame (Single, Obey Records)
- 2015: Black Magick Boogieland (Album, Tee Pee Records)
- 2016: Motörhead (Single, Eigenveröffentlichung)
- 2017: Live At Roadburn (Live-Album, Tee Pee Records/Suburban Records)
- 2017: Monkeys / The Sewage (Part I) (Split mit Kadavar, Eigenveröffentlichung)
- 2019: Superbia (Album, Century Media)